# Radar Primario Argentino
El Radar Primario Argentino 3D (RPA o RPA3DLA) es un radar primario 3D de largo alcance desarrollado por INVAP conjuntamente con Fabricaciones Militares para la Fuerza Aérea Argentina.

## Características
Un radar primario, también llamados de tres dimensiones o 3D, es capaz de ubicar aeronaves no identificadas en distancia, altura y azimut. 
El radar primario se usa para control de espacio aéreo y detección de aeronaves ilegales. Es completamente diferente del radar secundario, pues este último depende de la colaboración del piloto mediante trasponder de la aeronave (colaboración que un avión ilegal nunca haría). 

## Desarrollo
Su desarrollo comenzó en 2005, posteriormente en 2007 la Dirección General de Fabricaciones Militares (DGFM) suscribió un contrato con INVAP por el diseño, construcción, puesta en servicio y homologación de un prototipo de Radar Primario 3D de Largo Alcance (RP3DLAP). En septiembre de 2014 finalizaron los ensayos y pruebas del prototipo del radar, comenzando la fabricación en serie de doce ejemplares. Este proyecto está en el marco del Sistema Nacional de Vigilancia y Control Aeroespacial (SINVICA).

## Despliegue
En octubre de 2014 se instaló el primer radar Las Lomitas, provincia de Formosa. Posteriormente se instalaron otros más en:
- Merlo, provincia de Buenos Aires
- Ingeniero Juárez, provincia de Formosa
- San Pedro, provincia de Misiones
- Villaguay, provincia de Entre Ríos
- Pirané, provincia de Formosa

Se prevé instalar otro más en:
- Provincia de Corrientes

En marzo de 2021, el presidente Fernández acordó con INVAP la producción de 5 radares RPA, que serán instalados en:
- Rio Grande (Tierra del Fuego) (instalado)
- Posadas (Misiones)
- Resistencia, Charata y Taco Pozo (Chaco).

La producción de estos radares es financiada mediante el Fondo Nacional de la Defensa.

## Características
- Frecuencias de operación en banda L IEEE (banda D NATO)
- Agilidad de frecuencia dentro del ancho de Banda disponible
- Modos de operación configurables
- Parámetros de pulsos totalmente programables
- Electrónica y módulos transmisores / receptores totalmente de estado sólido
- 3-D con barrido electrónico en elevación
- Antena monopulso con muy bajo nivel de lóbulos secundarios
- Procesamiento digital de las señales con MTI, CFAR, MTD/Doppler
- Mapa de clutter actualizado automáticamente
- Radar Secundario (IFF)
- Procesador combinador de plots y de seguimiento
- Formato de salida Asterix
- Conjunto de contra-contra medidas electrónicas (ECCM)
- Nuevo diseño con últimas tecnologías (alta confiabilidad, soporte logístico prolongado)
- Monitoreo integrado de todo el sistema
- Simulador de entorno radar
- Alcance instrumentado: 5 - 240 MN
- Altura máxima: 100 Kpies
- Operación remota
- Transportable por tierra, agua o aire
- Fácilmente desplegable en el sitio